# 가산사 소장 익재 영정
가산사 소장 익재 영정(佳山祠 所藏 益齋 影幀)은 대한민국 전라남도 장성군 삼서면에 있는, 고려 후기의 문신인 익재 이제현(1287년 ∼ 1367년) 선생의 초상화이다. 1988년 3월 16일 전라남도의 문화재자료 제164호로 지정되었다.

## 개요
고려 후기의 문신인 익재 이제현(1287∼1367) 선생의 초상화이다.
선생은 원나라의 만권당에서 조맹부 등과의 교류를 통해 고려에 신학문과 사상 등을 소개하고 성리학의 전파와 발전에도 중요한 역할을 했다. 조맹부 글씨를 도입했으며『국사』,『역옹패설』등을 저술하였다.
선생의 초상화는 모두 4점이 전하는데 그 중 1점으로, 고려 충숙왕 6년(1319) 선생이 왕을 따라 중국에 갔을 때 진감여가 그렸던 원본(국립중앙박물관 소장)을 18세기 후반에 옮겨 그린 것이다.
왼쪽을 바라보며 의자에 앉은 전신상으로, 두 손은 소매 안에서 마주잡고 있다. 의자 뒤로 책과 향로, 가야금이 놓여진 탁자를 배치해 놓았다. 눈동자 ·수염 ·입술은 후대에 보수한 것으로 보인다.
진본을 옮겨 그린 것이지만 얼굴의 표현, 옷주름의 처리, 의자나 사물 등의 표현이 원본과 거의 비슷하다.

## 같이 보기
- 이제현

## 참고 자료
- 가산사 소장 익재 영정 - 국가유산청 국가유산포털